# Ames-kamer
Een Ames-kamer is een kamer met een optische illusie waardoor zaken groter/kleiner lijken dan ze in werkelijkheid zijn.  Het ontwerp werd in 1934 gemaakt door Adelbert Ames, een Amerikaanse oogheelkundige. De eerste kamer werd gebouwd in 1935.
Iemand die de Ames-kamer bekijkt (met één oog) door het kijkgat (peep-hole, zie tekening), zal deze interpreteren als een gewone kubusvormige-kamer met een achterwand en twee parallelle zijwanden die loodrecht staan tussen een horizontale vloer en plafond.  Echter is dit optisch bedrog: in werkelijkheid heeft de kamer de vorm van een trapezium. De muren staan ietwat schuin achterover. De vloer en het plafond lopen naar elkaar toe. De rechterwand staat dichter bij de persoon die voor de kamer staat ten opzichte van de linkerwand (of omgekeerd).
Om afstand en grootte correct te kunnen inschatten, moet de observator als referentie een trapezium nemen. De optische illusie zorgt er echter voor dat hij een kubus als referentie neemt, waardoor er vreemde en onverklaarbare zaken lijken te gebeuren.
Stel: men neemt twee personen (A en B) die even groot zijn (bijvoorbeeld 180 cm). Wanneer men persoon A tegen de linkermuur zet en persoon B tegen de rechtermuur, blijkt persoon A plots veel groter te zijn en persoon B beduidend kleiner. Als men dan de twee personen van plaats wisselt, is het duidelijk dat persoon B nu de grootste is. Het fenomeen is zelfs te zien wanneer iemand van de rechter- naar de linkermuur loopt: de persoon zal zichtbaar groter/kleiner worden.

## Verklaring
Om de grootte te bepalen, schat de observator de afstand in tussen de schedel van de persoon en de hoogte van het plafond. Omdat het plafond en de vloer naar elkaar toelopen, is de afstand tussen beiden niet overal gelijk. Zo staat persoon A effectief met zijn hoofd dichter tegen het plafond dan persoon B. Wanneer beiden van plaats verwisselen, zal nu het hoofd van persoon B dichter bij het plafond staan waardoor hij nu groter lijkt. Daarnaast staat de observator meestal ook niet in het midden van de ingang van de kamer: de ingang staat ietwat meer naar de rechtermuur waardoor hij zelf ook al dichter bij persoon A staat (of omgekeerd).

## Valse horizon
Uit verdere studie is zelfs gebleken dat de illusie kan worden opgewekt zonder gebruik te maken van muren en een plafond. Het is al voldoende om gebruik te maken van een valse horizon die niet volledig horizontaal loopt of niet volledig zichtbaar is.
Ook een gravitatieheuvel, waarbij een ogenschijnlijk stijgende weg in werkelijkheid daalt, is zo'n soort van illusie.

## In media
Een Ames-kamer wordt veel gebruikt op televisie en in films om iemand veel groter/kleiner te laten lijken dan hij in werkelijkheid is. Zo kan men de illusie wekken dat personage X een reus is en personage Y een dwerg. Een van de bekendste films waarin zulke Ames-kamers worden gebruikt, is The Lord of the Rings: de kijker krijgt de illusie dat de Hobbits inderdaad kleiner zijn dan bijvoorbeeld Gandalf, terwijl de acteurs in werkelijkheid een normale lichaamsgrootte hebben.
In het Escher-museum in Den Haag kunnen bezoekers in een Ames-kamer(de kamer van Escher) foto's van zichzelf laten maken en deze later downloaden van de site. Door het effect van de Ames-kamer lijken personen links op de foto's groter dan de personen rechts op de foto en kunnen kinderen op de foto groter lijken dan hun ouders.

## Mystery Spot
Het principe van een Ames-kamer wordt ook gebruikt in Mystery Spot.